# 坂本哲也 (厚生労働官僚)
坂本 哲也（さかもと てつや）は、日本の労働官僚。内閣内政審議室内閣審議官、中央労働委員会事務局長等を経て、初代厚生労働省政策統括官。統計審議会委員なども務めた。

## 人物・経歴
福岡県生まれ。1969年一橋大学法学部卒業。1970年一橋大学経済学部中退、労働省入省。岡山県民生労働部労政課長等を経て、1987年労働省労働基準局賃金福祉部福祉課長。1988年労働省労政局勤労者福祉部企画課長。
1989年内閣審議官（内閣官房内閣内政審議室）。1990年新潟県商工労働部長。1993年労働省職業安定局雇用政策課長。1994年労働大臣官房総務課長。
1995年労働省職業安定局高齢・障害者対策部長。1997年労働大臣官房審議官（労働基準監督官）。1998年労働大臣官房政策調査部長、統計審議会委員。1999年中央労働委員会事務局長。
2001年に厚生労働省が発足すると、同省政策統括官（労働担当）に就任した。2002年退官。2003年労働福祉事業団常任参事。同年労働福祉事業団理事。2004年独立行政法人労働者健康福祉機構理事。